# Halowe Mistrzostwa Świata w Lekkoatletyce 2016 – bieg na 60 m przez płotki kobiet
Bieg na 60 metrów przez płotki kobiet – jedna z konkurencji biegowych rozgrywanych podczas halowych lekkoatletycznych mistrzostw świata w Oregon Convention Center w Portlandzie.
Tytuł mistrzowski z 2014 roku obroniła Amerykanka Nia Ali.

## Minimum kwalifikacyjne
Aby zakwalifikować się do mistrzostw, należało wypełnić minimum kwalifikacyjne wynoszące 7,72 (hala) lub 13,45 na otwartym stadionie (uzyskane w okresie od 1 stycznia 2015 do 7 marca 2016).

## Terminarz
| Data     | Godzina |            |
| -------- | ------- | ---------- |
| 18 marca | 17:35   | Eliminacje |
| 18 marca | 20:30   | Finał      |

## Rekordy
W poniższej tabeli przedstawiono (według stanu przed rozpoczęciem mistrzostw) halowe rekordy świata, poszczególnych kontynentów oraz halowych mistrzostw świata.
|                                   | Zawodnik        | Wynik | Miejsce   | Data                |
| --------------------------------- | --------------- | ----- | --------- | ------------------- |
| Halowy rekord świata              | Susanna Kallur  | 7,68  | Karlsruhe | 10 lutego 2008(dts) |
| Rekord halowych mistrzostw świata | LoLo Jones      | 7,72  | Doha      | 13 lutego 2010(dts) |
| Halowy rekord Afryki              | Glory Alozie    | 7,82  | Madryt    | 16 lutego 1999(dts) |
| Halowy rekord Ameryki Południowej | Yvette Lewis    | 7,91  | Sopot     | 7 marca 2014(dts)   |
| Halowy rekord Ameryki Północnej   | LoLo Jones      | 7,72  | Doha      | 13 lutego 2010(dts) |
| Halowy rekord Australii i Oceanii | Sally Pearson   | 7,73  | Stambuł   | 10 marca 2012(dts)  |
| Halowy rekord Azji                | Olga Szyszygina | 7,82  | Liévin    | 21 lutego 1999(dts) |
| Halowy rekord Europy              | Susanna Kallur  | 7,68  | Karlsruhe | 10 lutego 2008(dts) |

## Listy światowe
Tabela przedstawia 10 najlepszych wyników uzyskanych w sezonie halowym 2016 przed rozpoczęciem mistrzostw.
| Lp. | Zawodnik             | Wynik | Data      | Miejsce           |
| --- | -------------------- | ----- | --------- | ----------------- |
| 1.  | Brianna Rollins      | 7,76  | 12 marca  | Portland          |
| 2.  | Keni Harrison        | 7,77  | 12 marca  | Portland          |
| 3.  | Queen Harrison       | 7,83  | 12 marca  | Portland          |
| 4.  | Janay DeLoach Soukup | 7,85  | 20 lutego | Nowy Jork         |
| 4.  | Nia Ali              | 7,85  | 12 marca  | Portland          |
| 6.  | Cindy Roleder        | 7,88  | 27 lutego | Lipsk             |
| 7.  | Tiffany Porter       | 7,89  | 5 marca   | Jablonec nad Nysą |
| 7.  | Cindy Ofili          | 7,89  | 12 marca  | Birmingham        |
| 9.  | Christina Manning    | 7,90  | 20 lutego | Montreal          |
| 9.  | Sharika Nelvis       | 7,90  | 11 marca  | Portland          |

## Wyniki
| CR – rekord mistrzostw \| NR – rekord kraju \| AR – rekord kontynentu \| SB – najlepszy wynik w sezonie \| PB – rekord życiowy |

### Eliminacje
Awans: Pierwsze dwie z każdego biegu (Q) oraz dwie z najlepszymi czasami wśród przegranych (q).
Źródło: IAAF
| Pozycja | Bieg | Tor | Zawodnik          | Reprezentacja     | Czas | Uwagi |
| ------- | ---- | --- | ----------------- | ----------------- | ---- | ----- |
| 1.      | 3    | 6   | Kendra Harrison   | Stany Zjednoczone | 7,81 | Q     |
| 2.      | 1    | 4   | Brianna Rollins   | Stany Zjednoczone | 7,82 | Q     |
| 3.      | 3    | 7   | Andrea Ivančević  | Chorwacja         | 7,91 | Q,    |
| 4.      | 2    | 7   | Nia Ali           | Stany Zjednoczone | 7,91 | Q     |
| 5.      | 1    | 8   | Alina Tałaj       | Białoruś          | 7,96 | Q,    |
| 6.      | 2    | 4   | Tiffany Porter    | Wielka Brytania   | 8,00 | Q     |
| 7.      | 1    | 6   | Serita Solomon    | Wielka Brytania   | 8,04 | q     |
| 8.      | 3    | 5   | Angela Whyte      | Kanada            | 8,09 | q     |
| 9.      | 2    | 3   | Anna Płoticyna    | Ukraina           | 8,09 |       |
| 10.     | 1    | 7   | Michelle Jenneke  | Australia         | 8,10 | PB    |
| 11.     | 1    | 5   | Pedrya Seymour    | Bahamy            | 8,15 | PB    |
| 12.     | 1    | 2   | Wu Shuijiao       | Chiny             | 8,18 | SB    |
| 13.     | 2    | 2   | Stephanie Bendrat | Austria           | 8,25 |       |
| 14.     | 3    | 4   | Fabiana Moraes    | Brazylia          | 8,28 |       |
| 15.     | 3    | 3   | Marina Tomić      | Słowenia          | 8,33 |       |
| 16.     | 2    | 6   | Gréta Kerekes     | Węgry             | 8,37 |       |
| 17.     | 1    | 3   | Samantha Scarlett | Jamajka           | 8,37 |       |
| 18.     | 3    | 2   | Luca Kozák        | Węgry             | 8,46 |       |
| –       | 2    | 5   | Danielle Williams | Jamajka           | DNF  |       |

### Finał
Źródło: IAAF
| Pozycja | Tor | Zawodnik         | Reprezentacja     | Czas | Uwagi |
| ------- | --- | ---------------- | ----------------- | ---- | ----- |
| 01 !    | 6   | Nia Ali          | Stany Zjednoczone | 7,81 | SB    |
| 02 !    | 4   | Brianna Rollins  | Stany Zjednoczone | 7,82 |       |
| 03 !    | 7   | Tiffany Porter   | Wielka Brytania   | 7,90 |       |
| 4.      | 3   | Andrea Ivančević | Chorwacja         | 7,95 |       |
| 5.      | 2   | Angela Whyte     | Kanada            | 7,99 | SB    |
| 6.      | 8   | Alina Tałaj      | Białoruś          | 8,00 |       |
| 7.      | 1   | Serita Solomon   | Wielka Brytania   | 8,29 |       |
| 8.      | 5   | Kendra Harrison  | Stany Zjednoczone | 8,87 |       |